# Серійний убивця

Серійний вбивця Анатолій Онопрієнко, на рахунку якого 52 доведені вбивства.

Сері́йний уби́вця (англ. Serial killer) — за сучасною класифікацією, убивця, який під час кожного епізоду скоїв понад три вбивства без очевидних на те мотивів. Зазвичай, між епізодами вбивств існує так званий період емоційного охолодження та психологічного задоволення вбивці. Уважається, що більшість серійних убивць мають антисоціальні психологічні розлади, ставляться з байдужістю до страждань інших людей і з презирством до суспільних норм моралі, але дуже рідко мають чітко виражені психічних захворювання. Здебільшого серійні вбивці зовні виглядають зовсім нормальними, а іноді навіть і привабливими. Дуже часто в серійних вбивствах також присутній елемент сексуального злочину. Сучасна класифікація серійного вбивці була запропонована американцями Робертом Ресслером та Робертом Кепплем у 1970 р. Хоча серійні вбивці були зафіксовані раніше, поширення терміна в пресі та суспільстві загалом почалося після публікацій у США про вбивства Теда Банді та Девіда Берковіца.

## Психологічні особливості
Серійні вбивства відрізняються від інших злочинів та масових убивств завдяки специфічним характеристикам злочинців та їхній мотивації. Основою мотивації серійних убивць є комбінація різних психологічних та сексуальних чинників. Одною з причин виникнення феномену у людини вважають почуття неповноцінності, неадекватності, які часто трапляються у жертв насильства та сексуальної експлуатації в дитинстві. Багато з майбутніх серійних убивць походили з неблагополучних, бідних родин і подальші серійні вбивства були елементом своєрідної компенсації та відплати за приниження і насильство заподіяне щодо них в дитинстві. Іншою мотивацією є почуття влади, яку вбивця отримує під час скоєння злочину. Реакція суспільства на зухвалі злочини, публікації та репортажі в пресі часто підсилюють почуття влади, здатності впливати на почуття невпевненості та страху в суспільстві.
Інша, альтернативна класифікація серійних убивць передбачає запізнений емоціональний розвиток особистості як причину виникнення феномену. Неадекватний, а часом не розвинений контроль над емоціональним станом людини призводить до виникнення почуття неповноцінності та відсутності співчуття до інших людей. Фантазії та детальні уяви про можливе скоєння вбивств виникають у потенційних серійних вбивць ще в дитинстві, де основними елементами фантазії виступають насильство, підкорення і вбивство. Дуже часто потенційні серійні вбивці отримують насолоду від опису чи зображень зґвалтування, тортур і вбивств. Багато з майбутніх серійних убивць були відмічені в дитинстві за жорстокість до домашніх тварин, убивства та тортури котів та собак, які здійснювались здебільшого для власного задоволення. Серед рис, які могли б вказувати на потенційного серійного вбивцю, відзначають такі:
- підпалювання речей здебільшого задля насолоди, уваги, або отримання почуття влади.
- жорстокість до тварин, т. зв. зоосадизм. Хоча багато дітей бувають жорстокими до тварин, майбутні серійні вбивці зазвичай убивають великих тварин, таких як котів та собак. Такі вбивства відбуваються не заради зухвальства, а для власного, приватного задоволення.

## Класифікація серійних убивць

### За мотивом
- «Владолюби» («мисливці за владою») — основний та найпоширеніший мотив серійного вбивства. Ціллю вбивства є підтвердження своєї влади над безпорадною жертвою, прагнення позбавлення монотонності буття, що окремі оглядачі іноді кваліфікують як компенсування відчуття власної неповноцінності. Секс у таких убивць не є елементом насолоди, а радше одним з засобів приниження жертви.
- «Візіонери» — убивці, які мають психічні захворювання (зазвичай шизофренію), убивці з клінічним маренням і галюцинаціями.
- «Гедоністи» — здійснюють вбивства заради отримання різного роду задоволень — від сексуального до садистського, від тортур до людожерства. Деякі вбивці отримують більше задоволення від процесу висліджування та «полювання» за жертвою ніж від тортур та вбивства.
- «Місіонери» — убивці, що вважають себе месниками, вірять, що їхні вбивства виправдані, тому що вони позбавляють суспільство від «бруду» — повій, гомосексуалів і т.і. — як Джон Бодкин Адамс[1], «ангарський маніяк» Михайло Попков[2].

### За методом
- Організовані серійні вбивці — убивці, які здебільшого мають високий рівень інтелекту, заздалегідь планують злочини, вибирають жертви. Поховання жертви відбувається в іншому місці від скоєння злочину. Дуже часто жертва заманюється висловленням удаваного почуття співчуття, жалю і бажання допомогти жертві. Такі вбивці мають контроль над процесом та місцем убивства, мають певні знання в галузі кримінології та судової медицини, які використовують для замітання слідів злочину. Організовані серійні вбивці уважно слідкують за слідством, відвідують місце злочину. Вони також часто мають повноцінне соціальне життя, сім'ю, дітей і вважаються оточенням нездатними на скоєння таких злочинів.
- Дезорганізовані серійні вбивці — убивці з низьким або посереднім рівнем інтелекту, які скоюють свої злочини переважно імпульсивно. Зазвичай такі вбивці не вибирають жертву і не слідкують за нею, а скоюють злочин, коли з'являється можливість. Вони також дуже рідко ховають жертви та здебільшого залишають їх на місці злочину. Імпульсивність атак іноді робить затримання таких убивць досить складним. Такі вбивці здебільшого мають дуже мало друзів, тихі та непримітні, хоча іноді здаються оточенню дивними й навіть страшними.

## Статистичні дані
Відповідно до статистичних даних оприлюднених у США, більшість серійних убивць — білі. На інших місцях чорношкірі, іспаномовні, індіанці. На останньому місці — азійці. За статтю більшість убивць — чоловіки, тільки 16 % відомих серійних убивць жіночої статі. Здебільшого серійні вбивства скоюються злочинцем з представниками власної раси та рідше з представниками інших. Понад 70 % убивць незнайомі з жертвою до моменту вбивства. За останніми дослідженнями кількість серійних убивств у США зростає, за деякими даними до 6 000 у 1996 р. Між роками 1950—1995 з'явилося 80 % відомих серійних убивць.
Країни з найвищим рівнем серійних убивств — США, Велика Британія, Німеччина, Франція, Італія, Данія і Бельгія. В країнах Латинської Америки цей показник найбільший у Перу, Колумбії. В Азії у Пакистані та Китаї. Попри багаторічне винищення таких убивць у багатьох країнах, це явище не викоренилося і відбувається у багатьох країнах та культурах планети.